# دينا راي
دينا راي (بالألمانية: Dina Rae) (و. 1978  م) هي موسيقية، ومغنية أمريكية، ولدت في لوس أنجلوس.

## روابط خارجية
- دينا راي على موقع ميوزك برينز (الإنجليزية)
- دينا راي على موقع أول ميوزيك (الإنجليزية)
- دينا راي على موقع ديسكوغز (الإنجليزية)